# Trixagus lesegneuri
Trixagus lesegneuri är en skalbaggsart som beskrevs av Jyrki E. Muona 2002. Trixagus lesegneuri ingår i släktet Trixagus, och familjen småknäppare. Arten är reproducerande i Sverige.